# 순창읍
순창읍(淳昌邑)은 대한민국 전북특별자치도 순창군의 남서쪽 노령산맥 산간지대에 위치하는 군청 소재지이다. 1979년에 읍으로 승격되었다. 국내 최초의 공립 학원인 옥천인재숙이 순창읍 복실리에 있다.

## 개요
88올림픽 고속도로와 24번, 27번 국도 및 여러 지방도로가 모이는 호남 내륙 지방의 상업, 교통의 중심지이다. 산간지대이면서도 비교적 농지가 넓고 고추의 명산지로도 알려져 있다. 명승고적으로는 삼인대, 귀래정, 대모산성, 건천, 답포치, 강천사 등이 있다.

## 법정리
- 가남리
- 교성리
- 남계리
- 백산리
- 복실리
- 순화리
- 신남리
- 장덕리

## 교육
- 순창초등학교 (순화리)
- 옥천초등학교 (남계리)
- 새솔중학교 (순화리)
- 순창중앙초등학교 (남계리)
- 순창북중학교 (순화리)
- 순창중학교 (남계리)
- 순창고등학교 (순화리)
- 순창제일고등학교 (장덕리)

## 아파트
| 단지명        | 건설사   | 시행사       | 주소                        | 입주       | 비고     |
| ------------- | -------- | ------------ | --------------------------- | ---------- | -------- |
| 순창 경천주공 | 남양건설 | 대한주택공사 | 순창읍 경천1로 102 (교성리) | 2006년 9월 | 국민임대 |